# Gruppo Urbanisti Romani
Il Gruppo Urbanisti Romani (GUR) era un gruppo di architetti romani attivi tra anni Venti e trenta. Il GUR, di cui facevano parte Piccinato, Cancellotti, Nicolosi, Valle cui si aggiunse come capogruppo il più anziano Marcello Piacentini propose nel 1929, in occasione del Congresso della International Federation for Housing and Town Planning, un piano urbanistico per la città di Roma.
Il piano si avvaleva di un progetto a scala regionale e di piani particolareggiati a scala maggiore, cosa piuttosto nuova in quegli anni per l'Italia, si basava sull'idea di creare un nuovo asse stradale che da piazza del Popolo e dal Ponte Cavour arrivava alla Stazione Termini e proseguiva utilizzando il sedime della stazione ferroviaria che sarebbe stata spostata oltre Porta Maggiore. Il nuovo asse avrebbe separato la parte storica della città da quella nuova (Salario, Nomentano, Viale della Regina).
Nel piano si prevedevano poi una serie di centri satellite in forma di borgate rurali, operaie, signorili tutte dotate dei servizi minimi necessari ad ogni quartiere (poste, scuole, spazi commerciali) oltre a quelli per lo sport e per il tempo libero, tutti collegati tra loro e con il centro di Roma con una rete stradale e ferroviaria.
Il risultato previsto sarebbe stato quello di creare un'area metropolitana che congiungeva Roma con il mare (Ostia) ed i colli a Sud-Est (Colli Albani), e inoltre avrebbe alleggerito la zona storica dal peso della troppa popolazione, in modo da creare un centro teso all'esaltazione della Roma antica, tema caro al Fascismo.
Nel 1930 il Governatore, principe Boncompagni Ludovisi, nominò una Commissione per la redazione del nuovo Piano regolatore. Del Gruppo Urbanisti Romani fece parte Marcello Piacentini. Il progetto di Piano regolatore fu presentato a Mussolini ed approvato nel 1931.